# Bonnie Russavage
Bonnie Russavage (10 juli 1976 in Orange County) is een Amerikaans actrice.
Russavage was vanaf 1993 als Vicki Needleman te zien in de tienerserie Saved by the Bell: The New Class. Al na één seizoen werd ze ontslagen van de spin-off van Saved by the Bell. De studio vertelde aan vernieuwing toe te zijn. In 1994 had ze nog een kleine rol in De televisiefilm Roseanne: An Unauthorized Biography. De film is een biografie over het leven van actrice Roseanne Barr. Sindsdien is ze niet meer op televisie te zien. 
Over haar recente leven is niks bekend.